# Geomantis larvoides larvoides
Geomantis larvoides larvoides (Pantel, 1896) es una especie de mantis de la familia Mantidae.

## Distribución geográfica
Se encuentra en Turquía y Albania.